# Hugo Almeida
Hugo Miguel Pereira de Almeida (normalt bare kendt som Hugo Almeida) (født 23. maj 1984 i Figueira da Foz, Portugal) er en portugisisk fodboldspiller, der spiller som angriber hos Hajduk Split i Kroatien.

## Landshold
Almeida står (pr. april 2018) noteret for 57 kampe og 19 scoringer for Portugals landshold, som han debuterede for den 18. februar 2004 i et opgør mod England. Han har efterfølgende repræsenteret sit land ved både OL i Athen 2004, EM i 2008 i Østrig og Schweiz samt VM i 2010 i Sydafrika.